# Antonin Bordes
Pour les articles homonymes, voir Bordes et Famille Bordes.
Antonin Bordes (1863-1940) est un armateur franco-chilien, administrateur délégué de la compagnie d’armement maritime qui porte son nom.

## Biographie
François Joseph Antoine Bordes est né le 11 mars 1863 à Valparaíso (Chili) où son père Antoine-Dominique dirigeait une entreprise d’armement maritime. Citoyen chilien, il est réintégré dans la nationalité française le 8 août 1915, à sa demande. En 1878, il est associé par son père dans la compagnie familiale, qui se transforme en 1883 en société Ant. Dom. Bordes et fils, puis MM. Bordes. À ce titre, Antonin Bordes siège à la classe no 33 du comité d'admission de l'Exposition universelle,.
Il devient administrateur délégué de la Compagnie française d’armement et d’importation de nitrate de soude en 1918 à sa création,. Le 18 août 1925, Antonin Bordes reçoit la croix de chevalier de la Légion d'honneur. Il est également yachtman de renom, membre du Club nautique de Nice et propriétaire du cotre Picaflor,. Il meurt à Villefranche-sur-Mer, dans la villa Tijuca, le 13 novembre 1940 à l'âge de 77 ans.

### Décorations
- Officier de la Légion d'honneur (13 février 1934)
- Officier de l’ordre du Mérite maritime (22 janvier 1931)